# برتیولو
برتیولو (به ایتالیایی: Bertiolo) یک کومونه در ایتالیا است که در استان اودینه واقع شده‌است.

## خصوصیات
برتیولو ۲۶٫۲ کیلومترمربع مساحت و ۲٬۵۵۵ نفر جمعیت دارد و ۳۳ متر بالاتر از سطح دریا واقع شده‌است.